# صن بنغ
صن بنغ (بالصينية: 孫鵬) مواليد 19 أكتوبر 1983 في لياونينغ، هو لاعب كرة مضرب صيني يلعب باليد اليمنى. أعلى تصنيف له في الفردي كان المركز الـ 290 في سنة 2005. أعلى تصنيف له في الزوجي كان المركز الـ 670 في سنة 2004. شارك في دورة الألعاب الأولمبية الصيفية.

## روابط خارجية
- صن بنغ على موقع رابطة محترفي التنس (الإنجليزية)
- صن بنغ على موقع الاتحاد الدولي لكرة المضرب (الإنجليزية)
- صن بنغ على موقع كأس ديفيز (الإنجليزية)
- صن بنغ على موقع خلاصة التنس.كوم (الإنجليزية)
- صن بنغ على موقع أوليمبيديا (الإنجليزية)
- صن بنغ على موقع اللجنة الأولمبية الصينية (الإنجليزية)